# Petrel-de-kermadec
O petrel de Kermadec ou grazina de Kermadec (Pterodroma neglecta) é uma espécie de ave marinha da família Procellariidae.
Pode ser encontrada nos seguintes países: Austrália, Chile, Japão, México, Micronésia, Nova Zelândia, Ilha Norfolk, Pitcairn e nos Estados Unidos.
Os seus habitats naturais são: mar aberto.